# Кировский район (Волгоград)
Ки́ровский райо́н — территориальная единица административного деления города Волгограда.
Глава администрации — Сергей Иванович Семененко.

## География
Кировский район граничит с Советским и Красноармейским районами города, а также со Светлоярским районом области. Площадь района составляет 71,96 км².
Особенности экономико-географического положения Кировского района определяются его удалённостью от центра города Волгограда на 15 км.

## История
В 1755 году губернатором Астраханской губернии Никитой Афанасьевичем Бекетовым основаны село Отрада (сейчас поселок Старая Отрада Кировского района), населенное великороссами, и малороссийская слобода Бекетовка.
Своё нынешнее название Кировский район носит с 16 марта 1935 года. В 1949 году ГИПРОГОР, МОСКВА разработал генплан Кировского района г. Сталинграда. В районе много исторических мест, связанных с Гражданской войной в г. Царицын.
У района нет благоустроенной районной набережной, хотя «обрыв» давно служит любимым местом отдыха жителей в течение последних 25 лет, там же установлен памятник Владимиру Высоцкому и проводятся традиционные российские межгородские поволжские фестивали авторской песни его имени. Имя Высоцкого также носит набережная.

## Инфраструктура

### Транспорт
- Вторая продольная магистраль
- Электрифицированная железная дорога, станции им. Руднева,Завод им. Ермана, Бекетовская, ВолгоГРЭС и Завод им. Кирова
- Пристань на Волге
- Автобусные маршруты (6 городских: № 2, 5а, 15, 55, 58к, 77) (3 сезонных: № 45э, 50э, 56э)
- Маршруты троллейбуса (№ 18) Текущее состояние: троллейбусное сообщение в Кировском районе города остановлено, сеть законсервирована с 2017 г. С 2022 по 2023 г. по бывшему троллейбусному маршруту ходил автобус № 18. С 19 октября запущен маршрут электробуса № 15.
- Маршрутные такси (№ 3с, 8с, 29с, 31к, 41а, 70а)

### Торговые центры
- ТРЦ Космос

### Скверы, набережные
- Сквер Доблести и Славы
- Набережная имени Высоцкого
- Аквапарк «Акватория»
- Парк 50-летия Октября

## Население
| 1970     | 1979     | 1989     | 2002     | 2009     | 2010     | 2012     |
| -------- | -------- | -------- | -------- | -------- | -------- | -------- |
| 90 947   | ↗99 268  | ↘98 201  | ↗107 733 | ↘102 068 | ↗103 084 | ↘102 375 |
| 2013     | 2014     | 2015     | 2016     | 2017     | 2018     | 2019     |
| ↘102 134 | ↘101 750 | ↘101 299 | ↗101 349 | ↘100 646 | ↘99 957  | ↘99 652  |
| 2020     | 2021     |          |          |          |          |          |
| ↘98 675  | ↘98 162  |          |          |          |          |          |

## Достопримечательности
Путеводитель «Объекты культурного наследия Кировского района города Волгограда» в Викигиде (рус.)

### Памятники истории и Центры культуры
Церковь Святого Никиты Исповедника — самый древний памятник русской архитектуры XVIII века Волгограда, дошедший до нас. Церковь была построена в 1782—1795 гг. в честь Святого Никиты Исповедника, считавшегося небесным покровителем Никиты Бекетова.
Известными достопримечательностями района являются памятники, посвящённые Гражданской войне: памятник Н. А. Рудневу — герою гражданской войны, памятная стена на склоне Капустной балки. В районе установлен первый в городе памятник поэту Александру Сергеевичу Пушкину возле заброшенного разрушающегося Дворца культуры им. С. М. Кирова. Также имеются три памятника В. И. Ленину: возле ВПО «Химпром», на площади возле Волгоградской ГРЭС, и на территории Политехнического колледжа (бывшего училища энергетиков) на ул. Шумилова. Также на территории бывшего училища связи по ул. Армавирской стоит разрушающийся памятник — стела герою войны связистке именем которой было названо училище — Елене Стемпковской. На ул. Кирова находятся четыре памятника: Участникам Халхингола, С. М. Кирову возле здания районной администрации, памятник Н.Рудневу и Павшим бойцам за оборону Царицына в 503 м-р. Памятник командующему 64-й армией генералу М. С. Шумилову и бойцам 64-армии установлен в сквере за ЦКД «Авангард» напротив церкви Святой Параскеве Пятнице. Там же установлены памятники Н.Бекетову и купцу Лапшину. На площади возле Волгоградской ГрЭС стоит памятник защищавшим ГЭС во время Сталинградской битвы. На Второй Продольной магистрали напротив Тепличного хозяйства установлен памятник девушкам-зенитчицам, защитницам Сталинграда.
- МУ Молодёжный центр «Паритет» Кировского района Волгограда
- МУК Дворец культуры «Патриот»
- МУК Центр культуры и досуга «Авангард»
- В Кировском районе находится Музей музыкальных инструментов Е. Н. Пушкина

### Спортивные объекты
- Тренажерный зал «Электрон»
- Тренажерный зал «Легион»
- Дебют
- Зал «Кировец» (мини футбол, волейбол)
- Закрытый плавательный бассейн энергетического колледжа
- ФОК «Молодежный» (600 зрительских мест). Включает в себя бассейн и площадку для мини футбола и гандбола. На данной площадке свои домашние игры в чемпионатах России проводят: гандбольный клуб «Каустик» и женский мини футбольный клуб «Зенит»
- «Зелёная поляна»(стадион для мини-футбола)находящийся на улице Медвежьегорская.

## Храмы
- Храм Святой Параскевы Пятницы
- Храм преподобного Амвросия Оптинского
- Храм Святого Никиты Исповедника, п. Отрада
- Храм священномученика

Сергия Мечёва при городской больнице 1
- В районе имеется Мечеть

## Памятники
- Могилы расстрелянных красноармейцев в Капустной балке во время Гражданской войны.
- Защитникам Халхин-Гола.
- Памятник зенитчицам защищавшим небо Сталинграда в годы Великой Отечественной войны.
- Братская могила 24-х защитников Красного Царицына.
- Памятник Николаю Рудневу.
- Памятник Воинам 64-й Армии.
- Бюст Владимиру Семёновичу Высоцкому на набережной Высоцкого.
- Бюст Алексею Прокофьевичу Бересту.
- Бюст Михаилу Степановичу Шумилову.
- Бюст Никите Афанасьевичу Бекетову.
- Бюст Василию Федоровичу Лапшину.
- Бюст Сергею Мироновичу Кирову около районной администрации.
- Скульптура Мудрая сова (расположен возле колледжа Вернадского).

## Заводы
- Волгоградское ОАО «Химпром» — производство закрыто (периодически в ряде СМИ появляется информация о возможном реанимирование производства)

Производство закрыто.
- Завод ЖБИ
- Мебельная фабрика «Волгоградмебель» (им. Ермана) — производство закрыто(площади сдаются в аренду для ряда небольших организаций)
- ООО «Волгоградский завод строительных материалов»
- Волгоградский Экспериментальный Завод Напитков
- Стройдеталь — производство остановлено(площади сдаются в аренду для ряда небольших организаций)
- Хлебозавод — производство закрыто
- Кондитерская фабрика «Славянка» — производство закрыто

## Электростанции
- Волгоградская ГРЭС — (тепловая электростанция, построенная в годы первых пятилеток строительства социализма)-закрыта.

## Известные люди, связанные с районом
В Кировском районе родились композитор Александра Пахмутова и кинорежиссёр Элем Климов. В 1950—1951 годах прокурором района работал будущий глава КГБ СССР В. А. Крючков.
В Кировском районе проживала Елена Николаевна Рома́нова (в девичестве — Малыхина, 20 марта 1963, х. Верхнекумский, Волгоградская область, СССР — 28 января 2007, Волгоград, Россия) — советская и российская бегунья-стайер, олимпийская чемпионка 1992 года на дистанции 3000 м. Заслуженный мастер спорта СССР (1991).